# Ute Thimm
Ute Thimm, född 10 juli 1958 i Bochum, Tyskland, är en västtysk friidrottare inom kortdistanslöpning.
Hon tog OS-brons på 4 x 400 meter vid friidrottstävlingarna 1984 i Los Angeles.